# Chessexita
La chessexita és un mineral de la classe dels sulfats. Anomenada així pel professor Ronald Chessex, petrògraf de la Universitat de Ginebra. El mineral tipus es conserva al Museu d'Història Natural de Ginebra (Suïssa).

## Classificació
Segons la classificació de Nickel-Strunz, la chessexita pertany a «07.D - Sulfats (selenats, etc.) amb anions addicionals, amb H₂O, amb cations de mida mitjana i grans; amb NO₃, CO₃, B(OH)₄, SiO₄ o IO₃» juntament amb els següents minerals: darapskita, humberstonita, ungemachita, clinoungemachita, charlesita, ettringita, jouravskita, sturmanita, thaumasita, carraraïta, buriatita, rapidcreekita, korkinoïta, bentorita, nakauriïta, tatarskita, carlosruizita, fuenzalidaïta i txeliabinskita.

## Característiques
La chessexita és un sulfat de fórmula química (Na,K)₄Ca₂(Mg,Zn)₃Al₈(SO₄)10(SiO₄)₂·40H₂O. Cristal·litza en el sistema ortoròmbic. Forma plaques quadrades o rectangulars euhèdriques d'uns 0,03 mm.

## Formació i jaciments
S'ha descrit recobrint fluorita en localitats de França i Islàndia. Es troba associada a guix i fluorita.